# Museo del Expedicionario

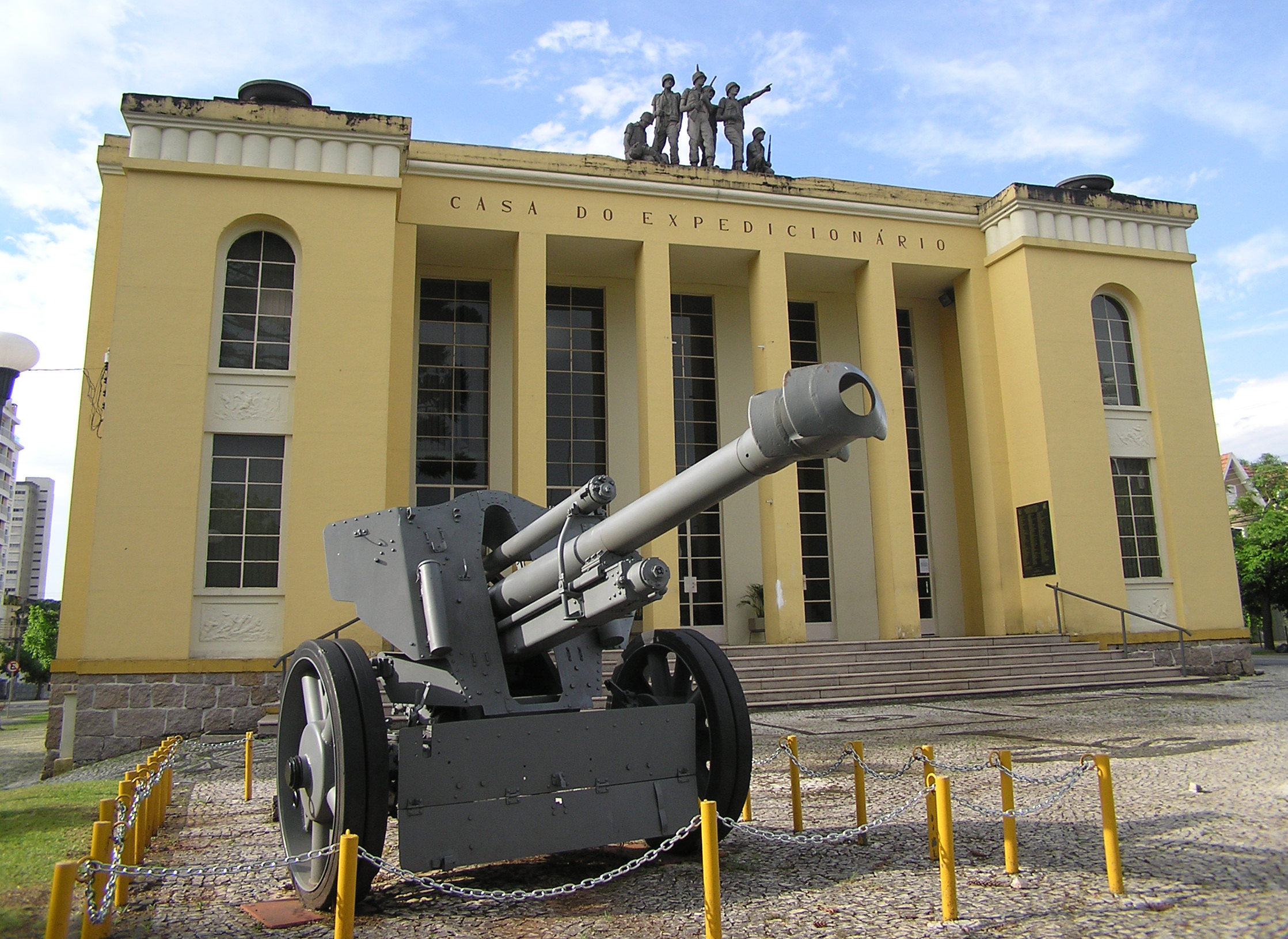
Fachada del Museo del Expedicionario.

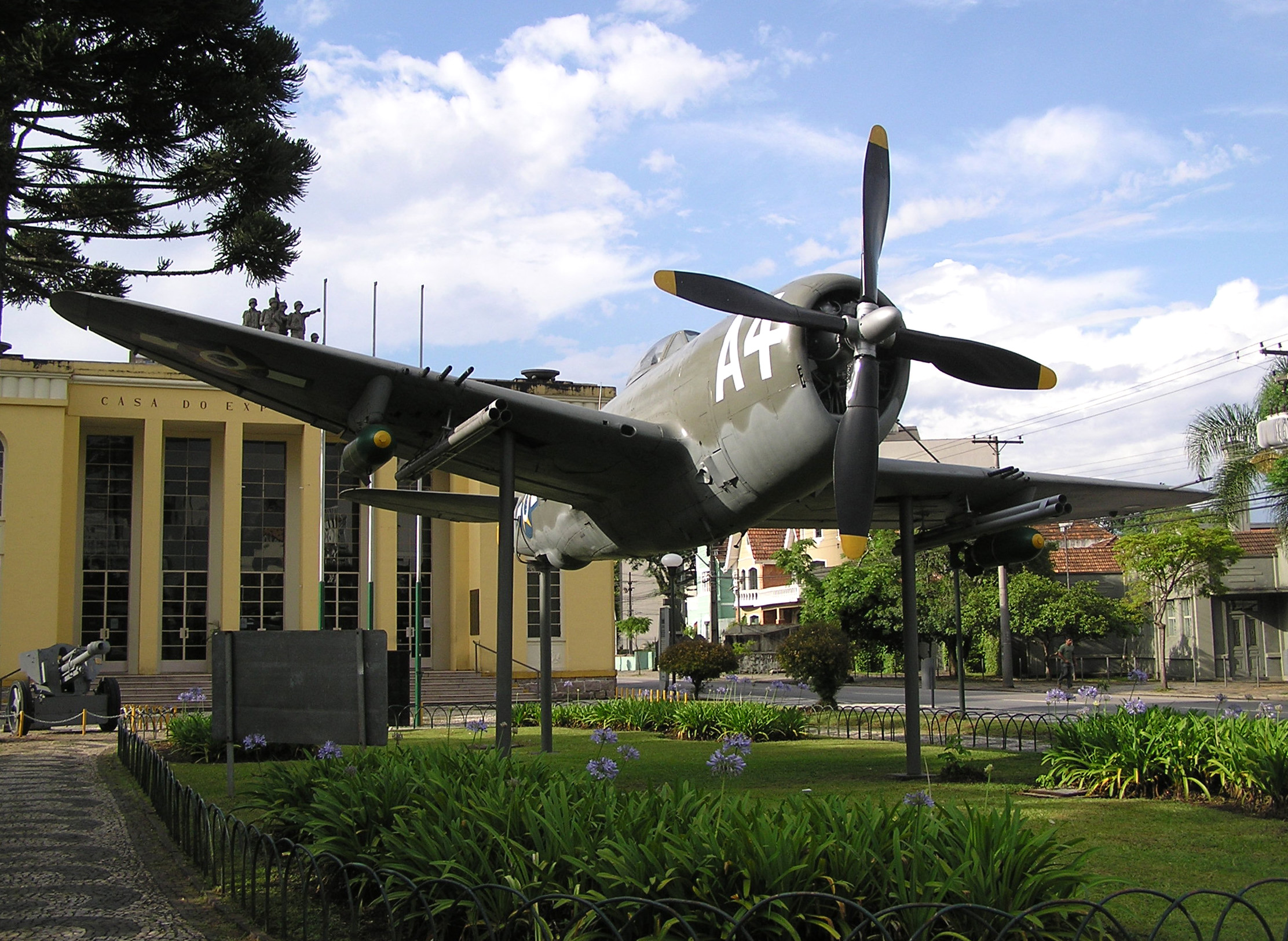
Cazabombardero P-47 Thunderbolt, en exhibición en el patio del museo.

El Museo del Expedicionario (en portugués, Museu do Expedicionário) es un museo ubicado en el centro de la ciudad de Curitiba, en Brasil, dedicado a la participación brasileña en la Segunda Guerra Mundial. 
Abierto en 1946, en él se exhiben armas, vestimentas y otros objetos utilizados por la Fuerza Expedicionaria Brasileña, la Fuerza Aérea Brasileña y la Marina de Brasil durante el conflicto bélico, así como también ilustraciones, mapas, libros y documentos de la época. Los visitantes también pueden ver, en el patio del museo, un tanque M3 Stuart y un cazabombardero P-47 Thunderbolt.
El museo es mantenido por la Legión Paranaense del Expedicionario (Legião Paranaense do Expedicionário), organización compuesta por antiguos combatientes que sirvieron en la FEB durante la guerra.